# Lamar (Oklahoma)
Lamar es un pueblo ubicado en el condado de Hughes en el estado estadounidense de Oklahoma. En el año 2010 tenía una población de 158 habitantes y una densidad poblacional de 5,05 personas por km².

## Geografía
Lamar se encuentra ubicado en las coordenadas 35°5′56″N 96°7′31″O / 35.09889, -96.12528 (35.098974, -96.125242).

## Demografía
Según la Oficina del Censo en 2000 los ingresos medios por hogar en la localidad eran de $26,250 y los ingresos medios por familia eran $28,125. Los hombres tenían unos ingresos medios de $28,750 frente a los $20,417 para las mujeres. La renta per cápita para la localidad era de $11,131. Alrededor del 6.8% de la población estaban por debajo del umbral de pobreza.

## Poblaciones más cercanas
El siguiente diagrama muestra las poblaciones más cercanas.